# Devon (hrabství)
Devon (zastaralý název Devonshire) je rozlehlé nemetropolitní, ceremoniální a tradiční hrabství rozkládající se na jihozápadě Anglie. Rozkládá se na stejném poloostrově jako sousední Cornwall, na severu sousedí s Bristolským zálivem (Bristol Channel), na jihu s Lamanšským průlivem, na západě s Cornwallem, na severovýchodě se Somersetem a na východě s Dorsetem. Převažují zde pahorkatiny a vrchoviny, jimiž protéká množství krátkých řek. Metropolí hrabství je Exeter.

## Administrativní členění
Hrabství se dělí na deset distriktů:
1. Severní Devon
2. Torridge
3. Střední Devon
4. Východní Devon
5. City of Exeter
6. Západní Devon
7. Teignbridge
8. City of Plymouth (unitary authority)
9. South Hams
10. Torbay (unitary authority)

Devon
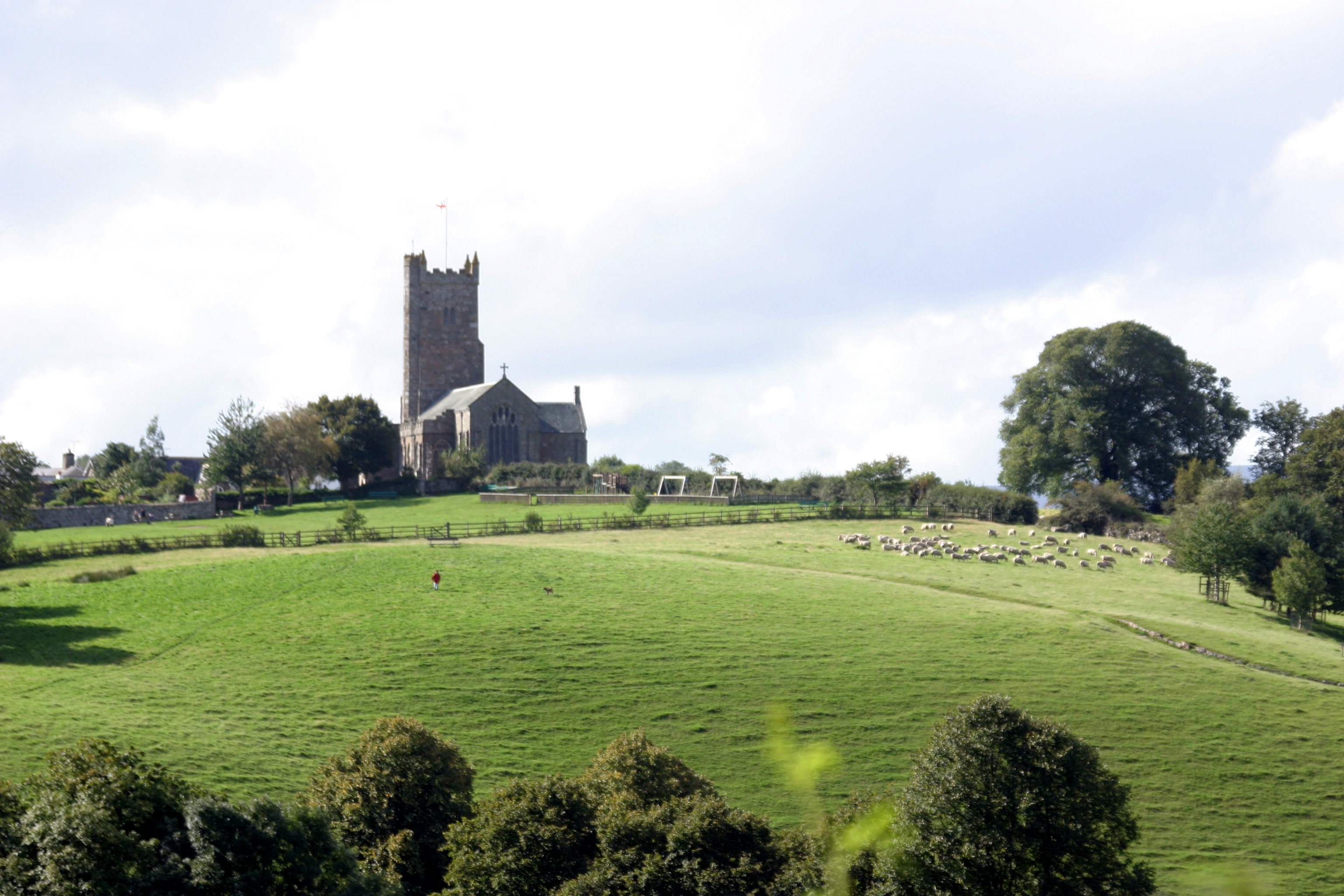
Devon
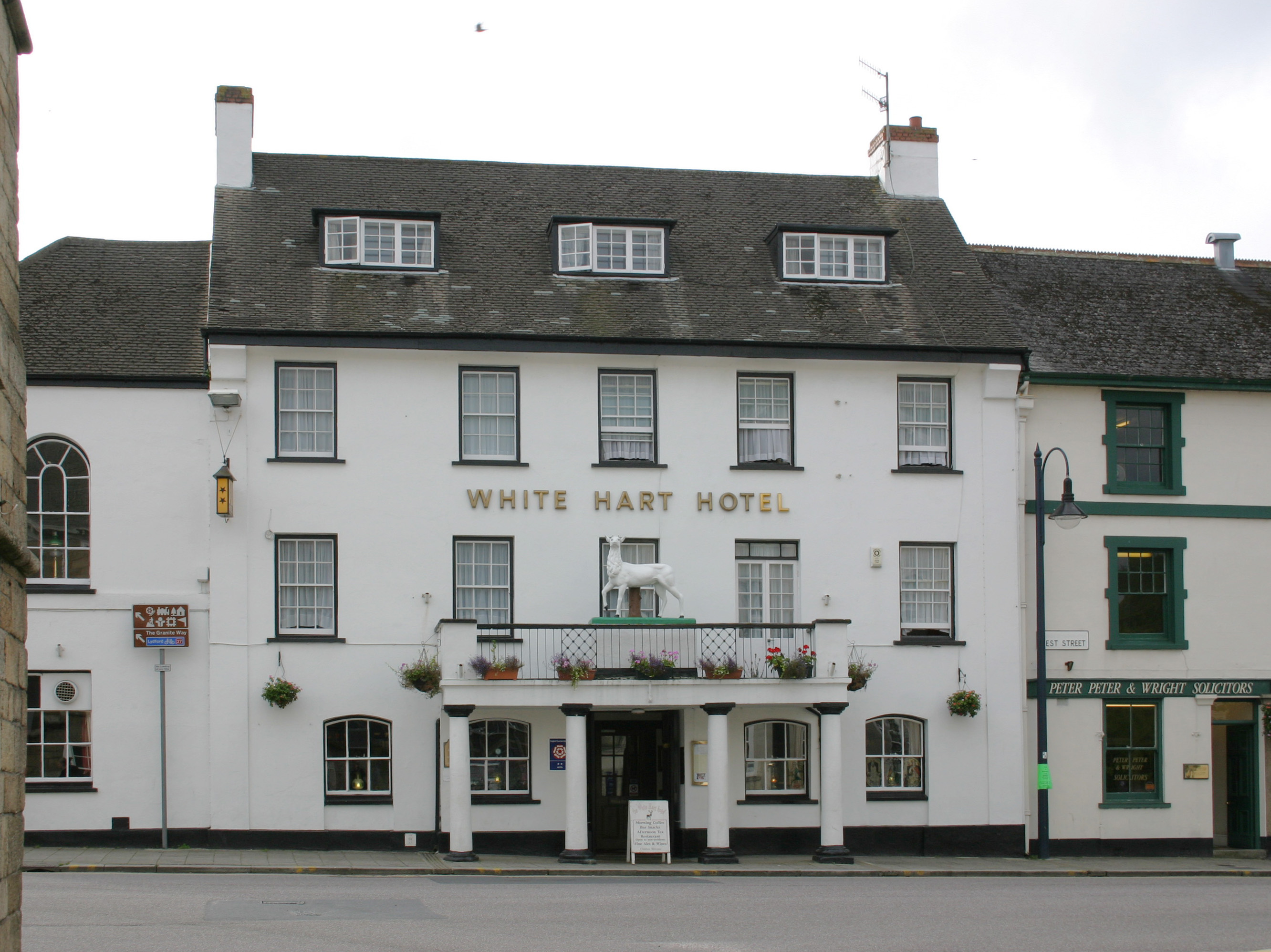
Okehampton
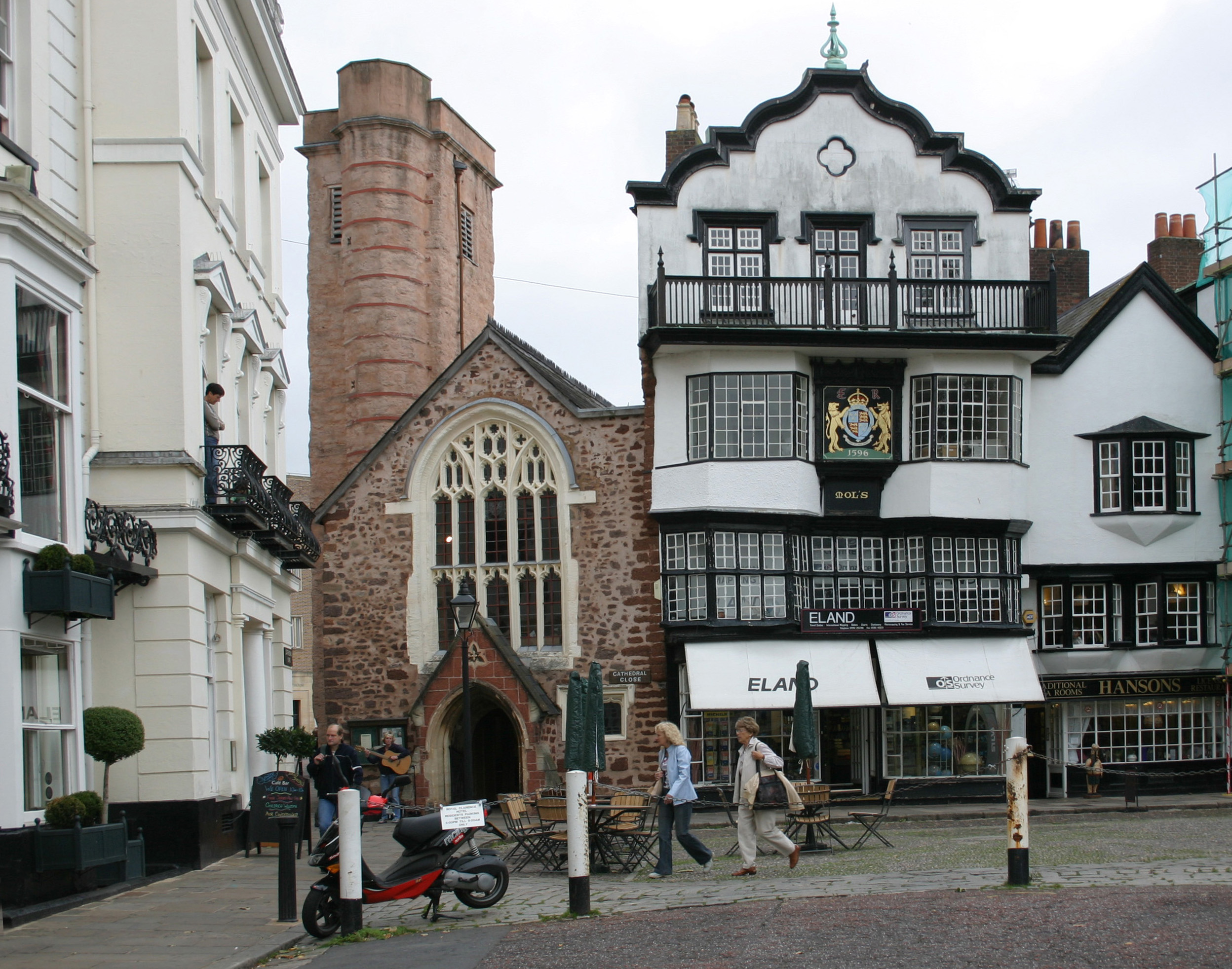
Exeter
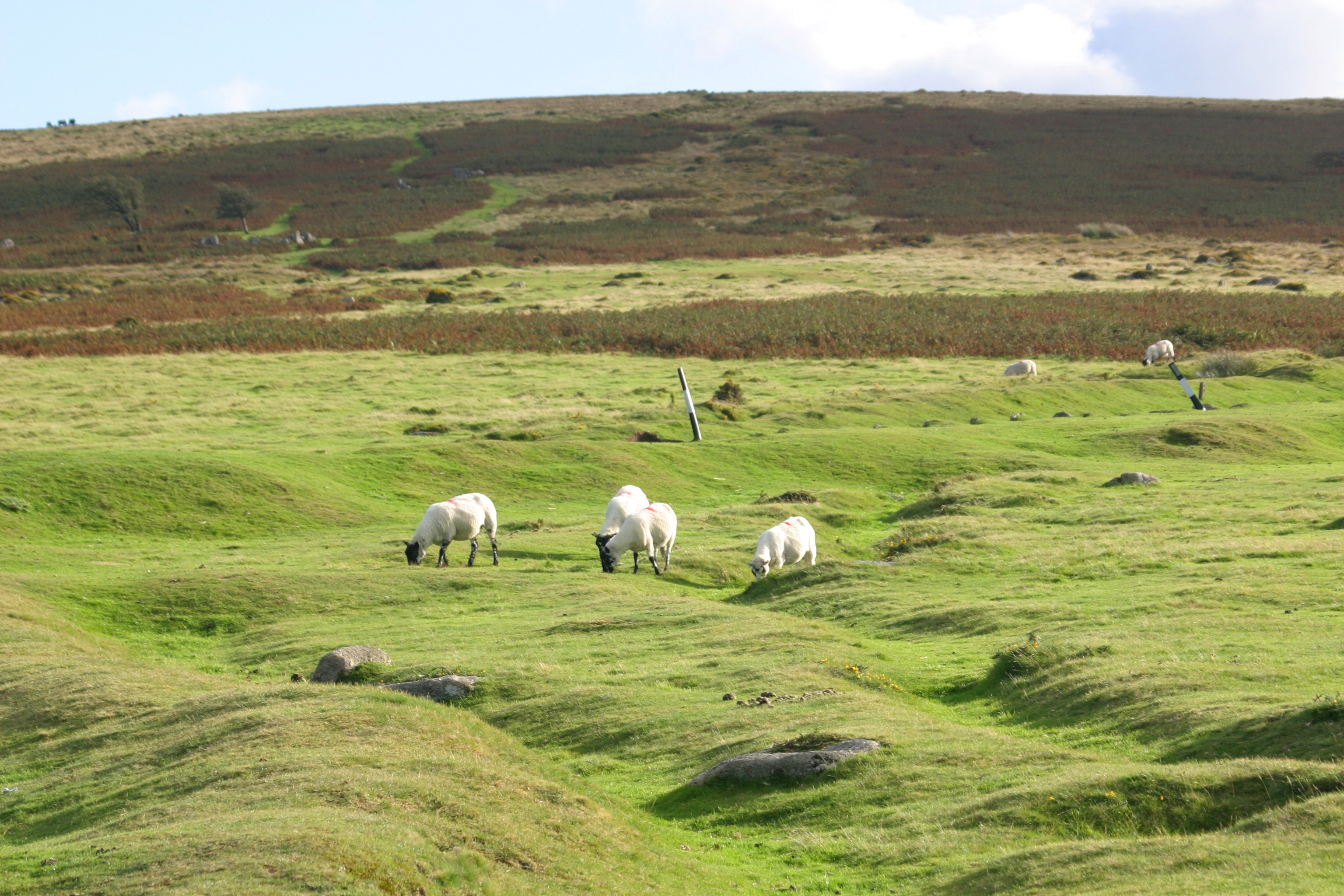
Dartmoor
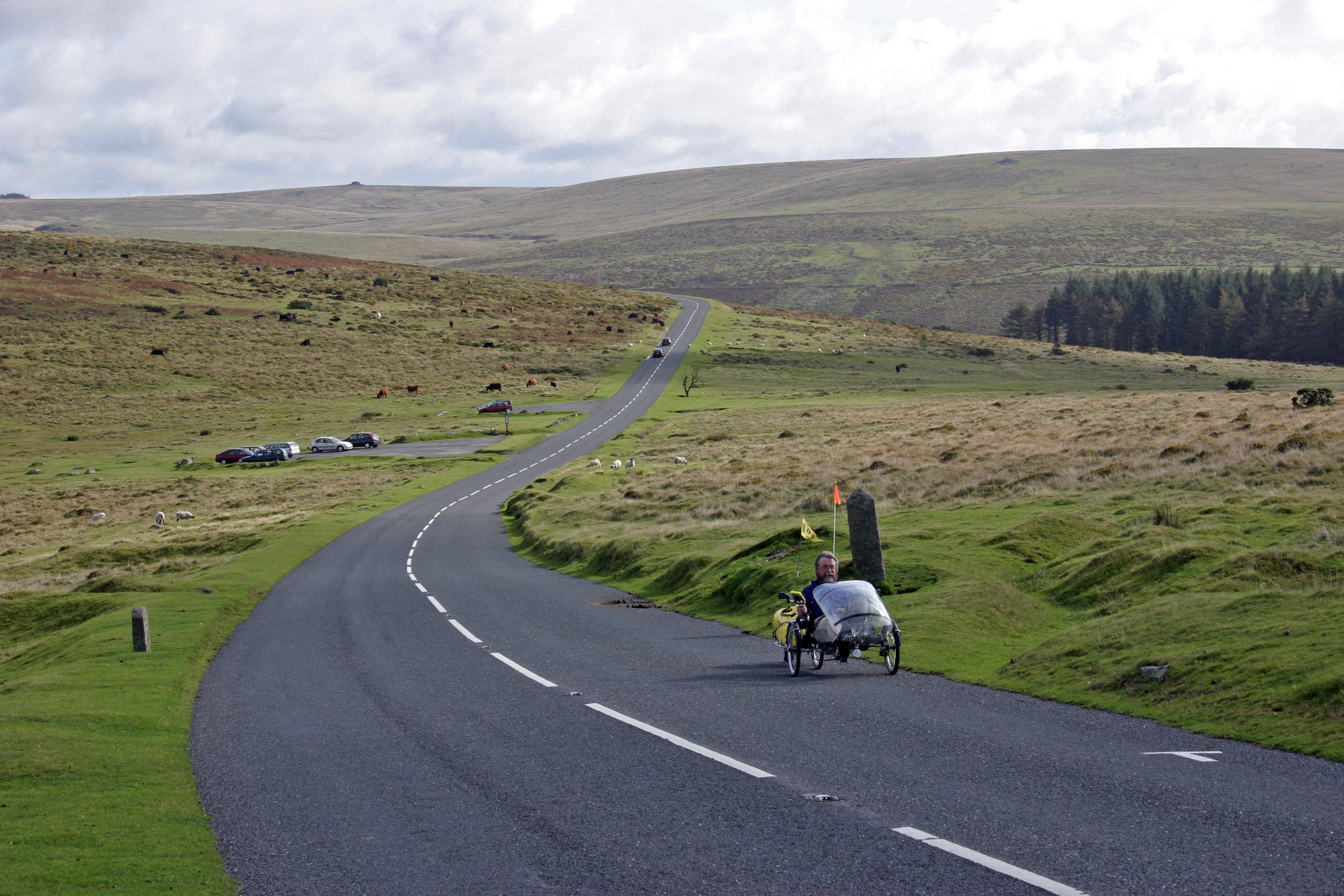
Dartmoor
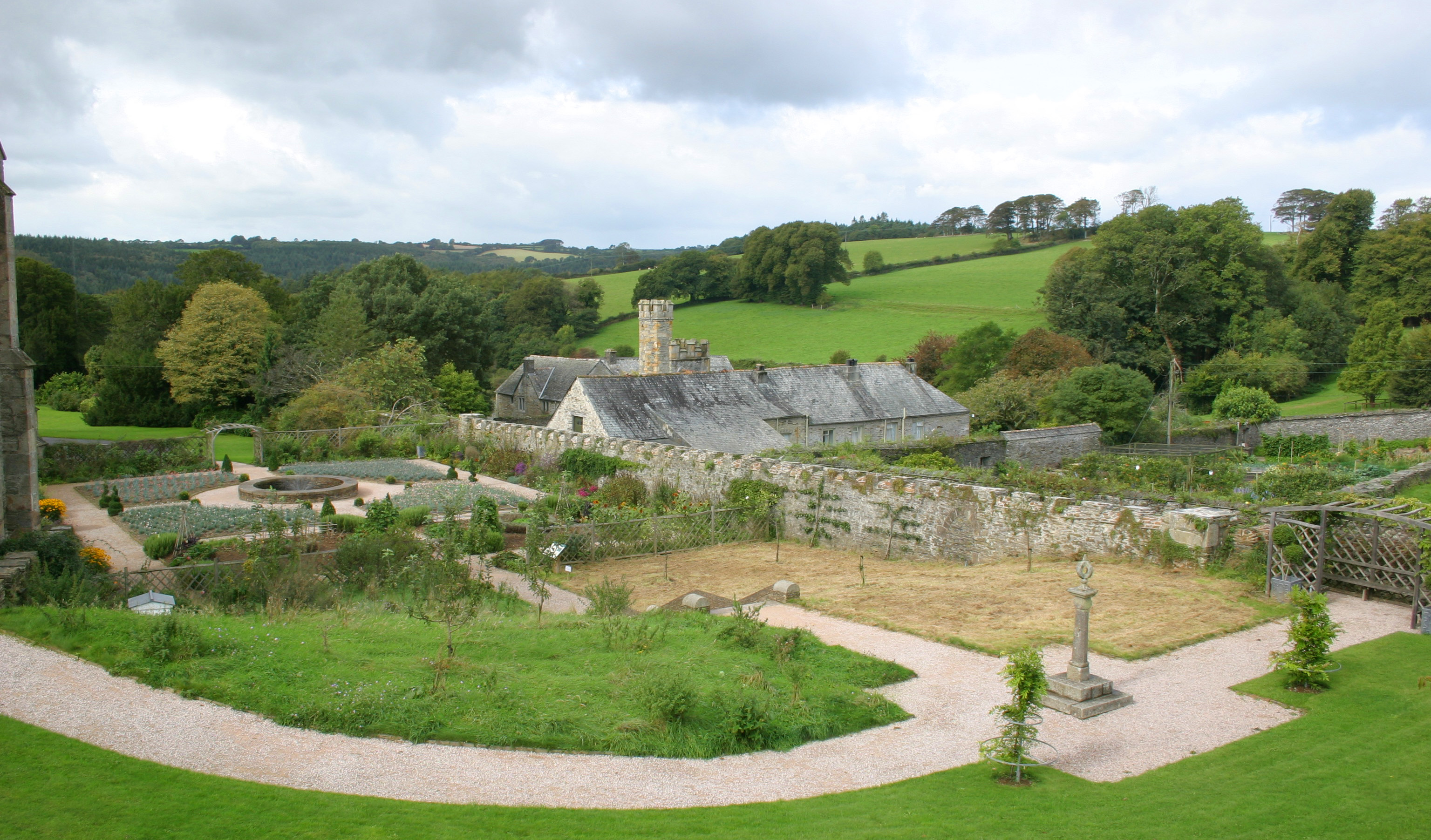
Buckland Abbey
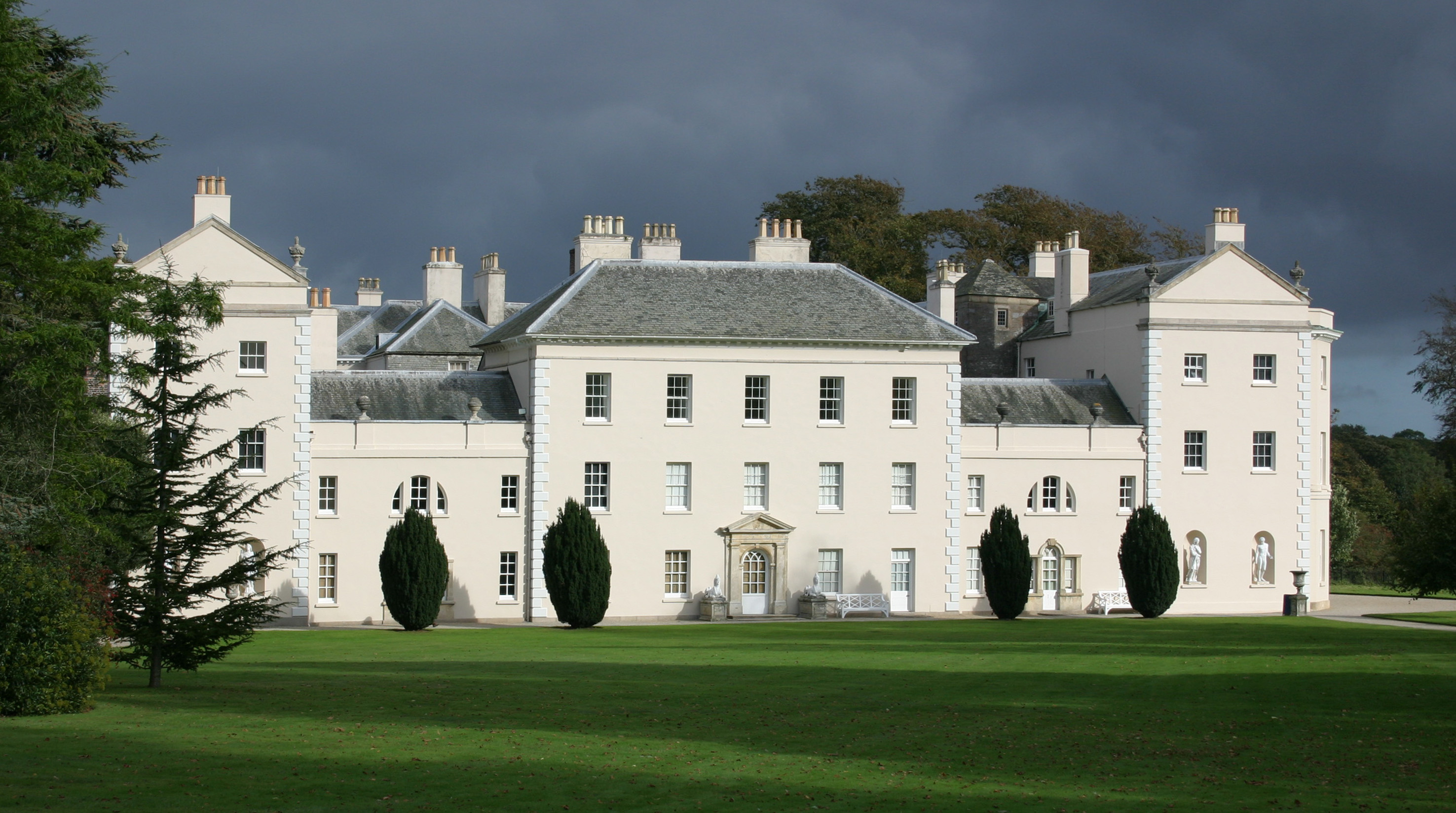
Saltram House
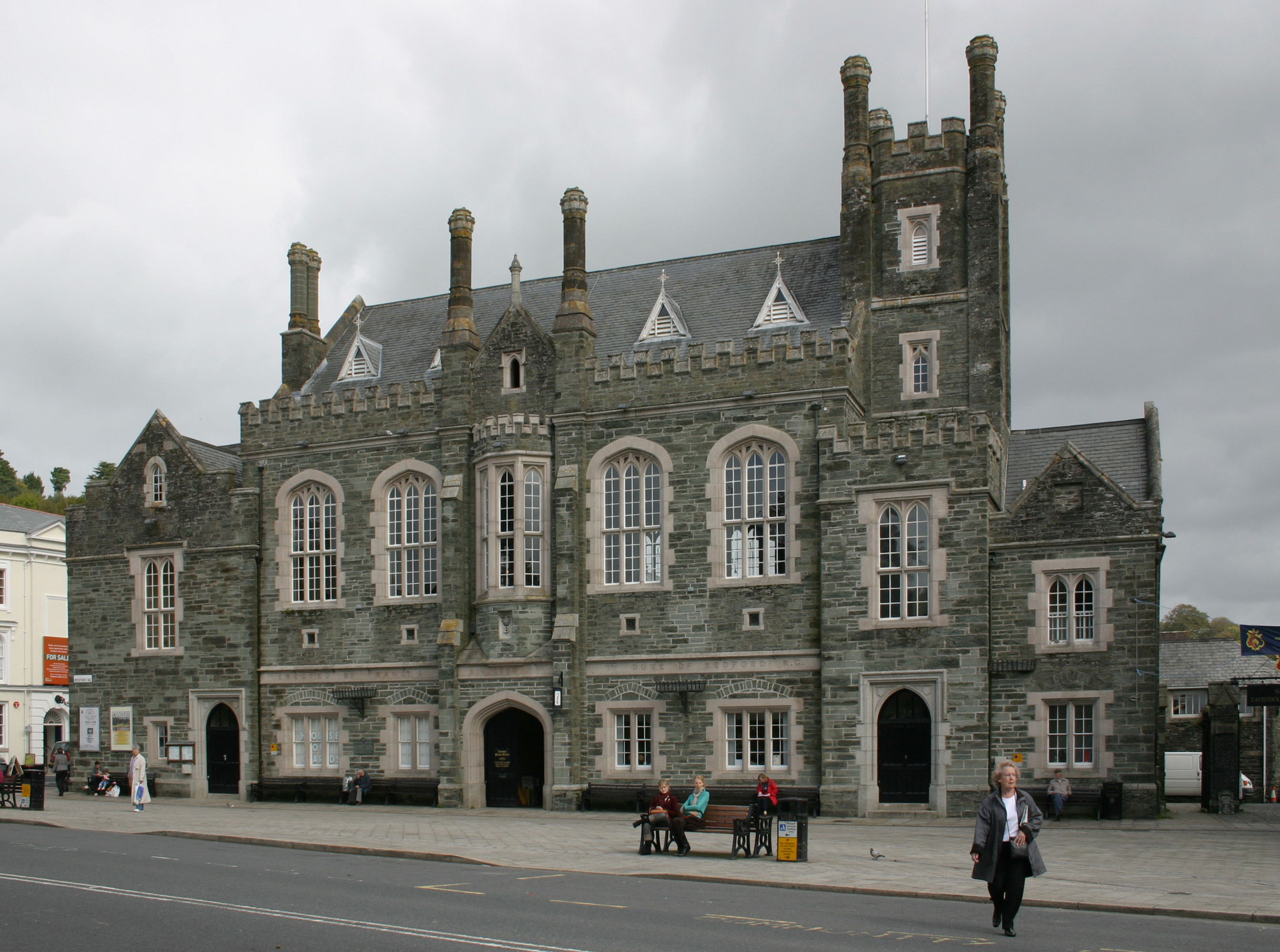
Tavistock